# 申萊滕施羅芬山

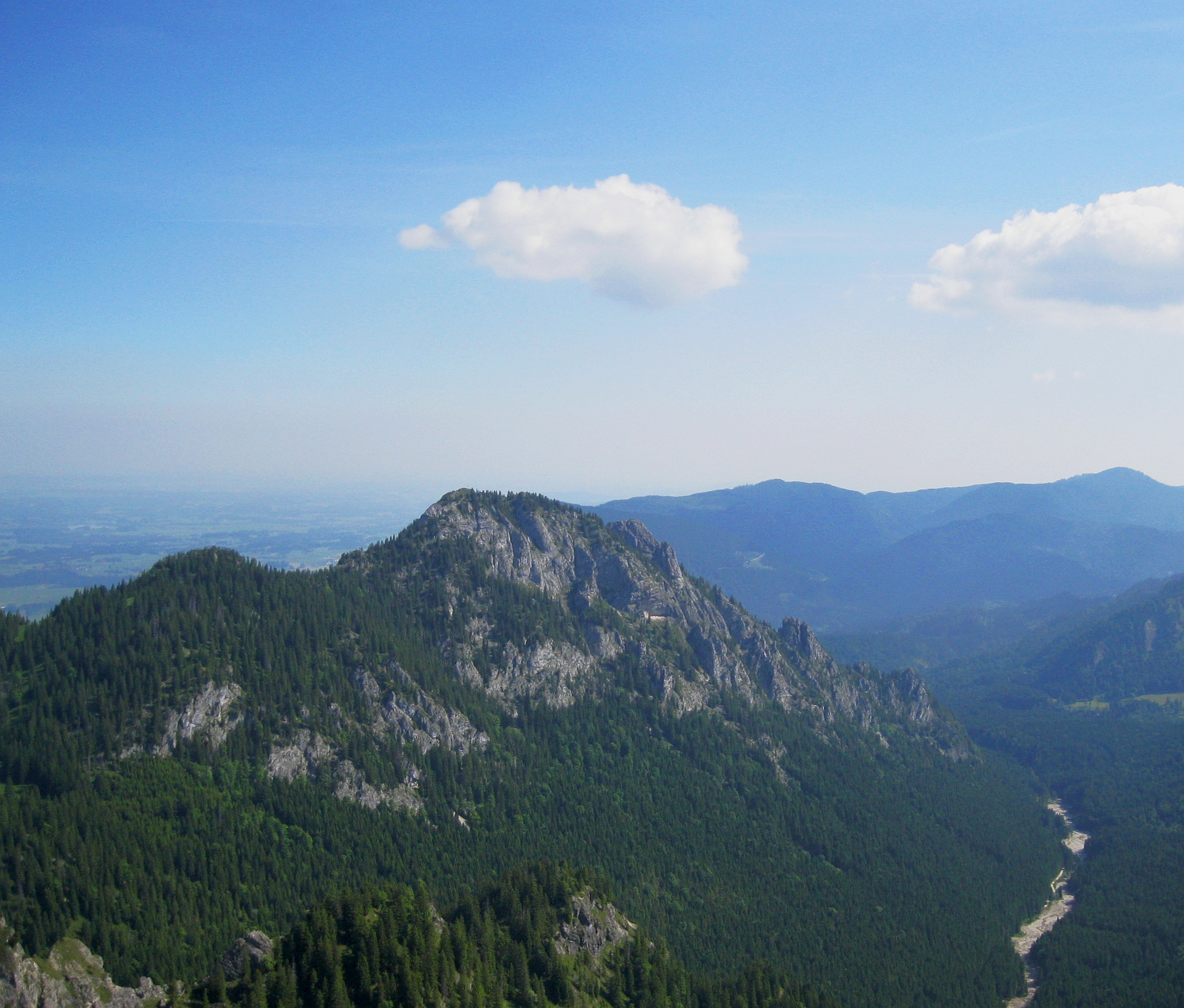

47°34′18″N 10°48′36″E / 47.57167°N 10.81000°E
申萊滕施羅芬山（德語：Schönleitenschrofen），是德國的山峰，位於該國東南部，由巴伐利亞負責管轄，屬於阿爾高阿爾卑斯山脈的一部分，海拔高度1,702米，每年平均降雨量1,758毫米。